# Ньобдинське сільське поселення
Ньо́бдинське сільське поселення (рос. Нёбдинское сельское поселение) — муніципальне утворення у складі Корткероського району Республіки Комі, Росія. Адміністративний центр — село Ньобдино.

## Населення
Населення — 551 особа (2017, 547 у 2010, 607 у 2002, 600 у 1989).

## Склад
До складу поселення входять такі населені пункти:
| Населений пункт        | Населення, осіб (1989) | Населення, осіб (2002) | Населення, осіб (2010) |
| ---------------------- | ---------------------- | ---------------------- | ---------------------- |
| Аникієвка, присілок    | 18                     | 12                     | 9                      |
| Ануфрієвка, присілок   | 9                      | 3                      | 2                      |
| Ньобдино, село         | 475                    | 501                    | 456                    |
| Паркерос, присілок     | -                      | -                      | -                      |
| Тімасікт, присілок     | 31                     | 12                     | 13                     |
| Трофимовська, присілок | 67                     | 79                     | 67                     |